# Hymenoscyphus fraxineus
Hymenoscyphus fraxineus (лат.) — патогенный вид грибов, входящий в род Hymenoscyphus, входящего в порядок Гелоциевые (Helotiales). Вызывает хроническое грибковое заболевание суховершинность у ясеня в Европе, характеризующееся потерей листьев и отмиранием кроны на заражённых деревьях. Гриб был впервые научно описан в 2006 году под названием Chalara fraxinea. В 2009 году было обнаружено, что Chalara fraxinea является бесполой (анаморфной) стадией гриба, который впоследствии был назван Hymenoscyphus pseudoalbidus, а затем переименован в Hymenoscyphus fraxineus.
Считается, что деревья, погибшие в Польше в 1992 году, были заражены этим патогеном. В настоящее время H. fraxineus широко распространён в Европе: до 85 % гибели ясеня зарегистрированы на плантациях и 69 % в лесных массивах. H. fraxineus родственен с грибом Hymenoscyphus albidus, который безвреден для европейского ясеня. Прогнозируется, что комбинация грибка H. fraxineus и инвазивного жука Ясеневая изумрудная узкотелая златка может уничтожить европейский ясень.

## Открытие

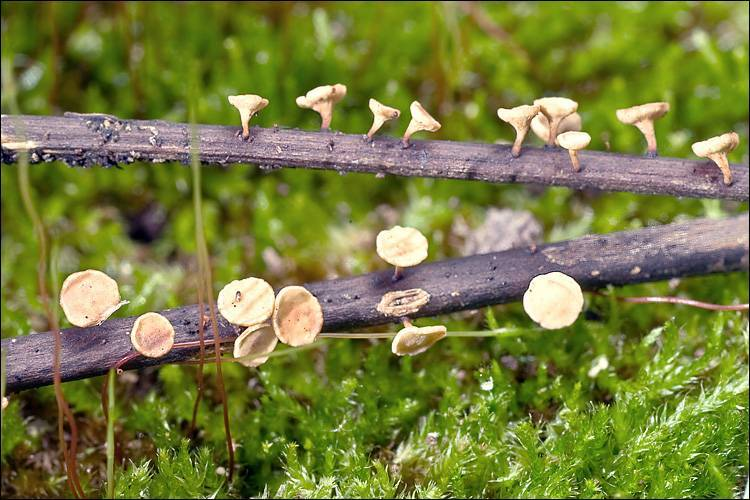
Плодовые тела H. pseudoalbidus

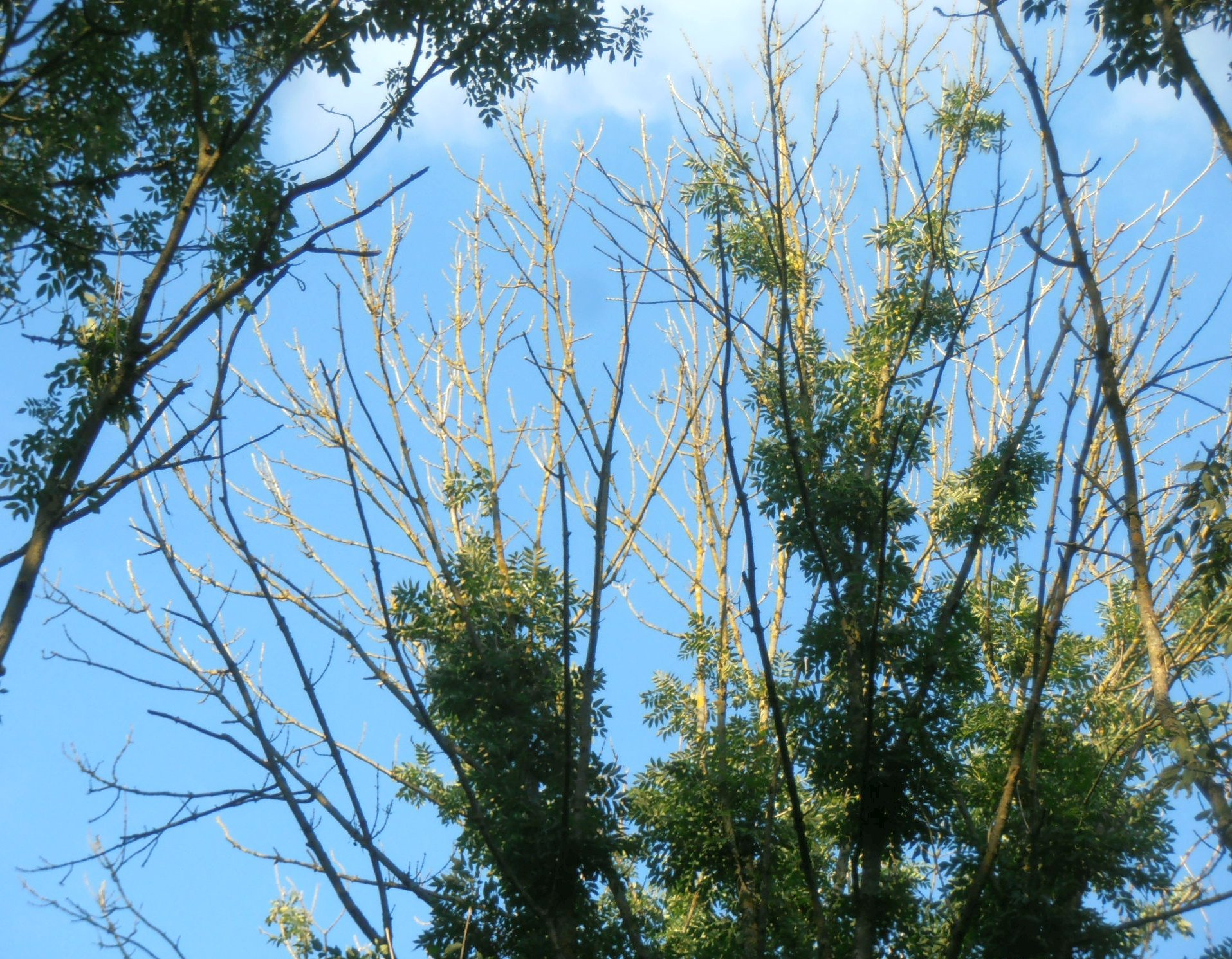
Погибшие верхние ветви ясеня после заражения грибом H. pseudoalbidus

Гриб Hymenoscyphus fraxineus был впервые идентифицирован и описан в 2006 году под названием Chalara fraxinea. В 2009 году, основываясь на морфологии и после анализа последовательности ДНК, Chalara fraxinea была предположено, что это бесполая стадия (анаморфа) гриба аскомицетов Hymenoscyphus albidus. Однако Hymenoscyphus albidus был известен в Европе с 1851 года и не считается патогенным. В 2010 году с помощью молекулярно-генетических методов половая стадия (телеоморф) гриба была признана новым видом и получила название Hymenoscyphus pseudoalbidus. Четыре года спустя было установлено, что «согласно правилам именования грибов с плеоморфными жизненными циклами» правильное название должно быть Hymenoscyphus fraxineus. H. fraxineus морфологически практически идентичен Hymenoscyphus albidus, однако виды имеют существенные генетические различия
.

## Описание
Hymenoscyphus fraxineus имеет две фазы жизненного цикла: половую и бесполую. Бесполая стадия (анаморфа) растёт на поражённых деревьях, нападая на кору и опоясывая ветки и ветви. Половая, репродуктивная стадия (телеоморф) растёт летом на черешках опавших листьях ясеня. Аскоспоры производятся в асках и разносятся ветром, что может объяснить быстрое распространение гриба. Происхождение гриба неясно, но есть предположение, что гриб возник в Азии, где ясень невосприимчив к этой болезни. Генетический анализ непатогенного гриба Lambertella albida, растущего на черешках маньчжурского ясеня (Fraxinus mandschurica) в Японии, показал, что это, вероятно, тот же вид, что и Hymenoscyphus fraxineus.
Геном гриба был секвенирован в декабре 2012 года. В ходе исследования были обнаружены гены токсинов и другие гены, которые могут быть ответственны за вирулентность гриба.